# Пінська область
Пінська область (Пинська область, біл. Пінская вобласць) — адміністративна одиниця у складі Білоруської РСР, яка існувала з 4 грудня 1939 до 8 січня 1954 року, коли була ліквідована в ході процесу збільшення областей. Розташовувалась на півдні республіки. Адміністративний центр — місто Пінськ.

## Історія
Утворена на території Східного Полісся на землях, захоплених після радянського вторгнення до Польщі 1939 року. 4 грудня 1939 року у складі БРСР замість Поліського воєводства створені Берестейська та Пінська області. Первинно включала Дорогичинський, Косовський, Лунинецький, Пінський і Столинський повіти. 1940 року повіти були ліквідовані, а область розділена на 11 районів: Ганцевицький, Давид-Городоцький, Дорогичинський, Жабинківський, Іванівський, Ленінський, Логишинський, Лунинецький, Пінський, Столинський і Телехановський.
У 1941—1944 роки входила до складу Райхскомісаріату Україна. Наприкінці 1944 року в Пінській області діяло 114 загонів УПА чисельністю від 25 до 500 осіб.
8 січня 1954 року указом Президії Верховної Ради СРСР область була ліквідована, а її адміністративні райони увійшли до складу Берестейської області.